# Scandalo Lockheed

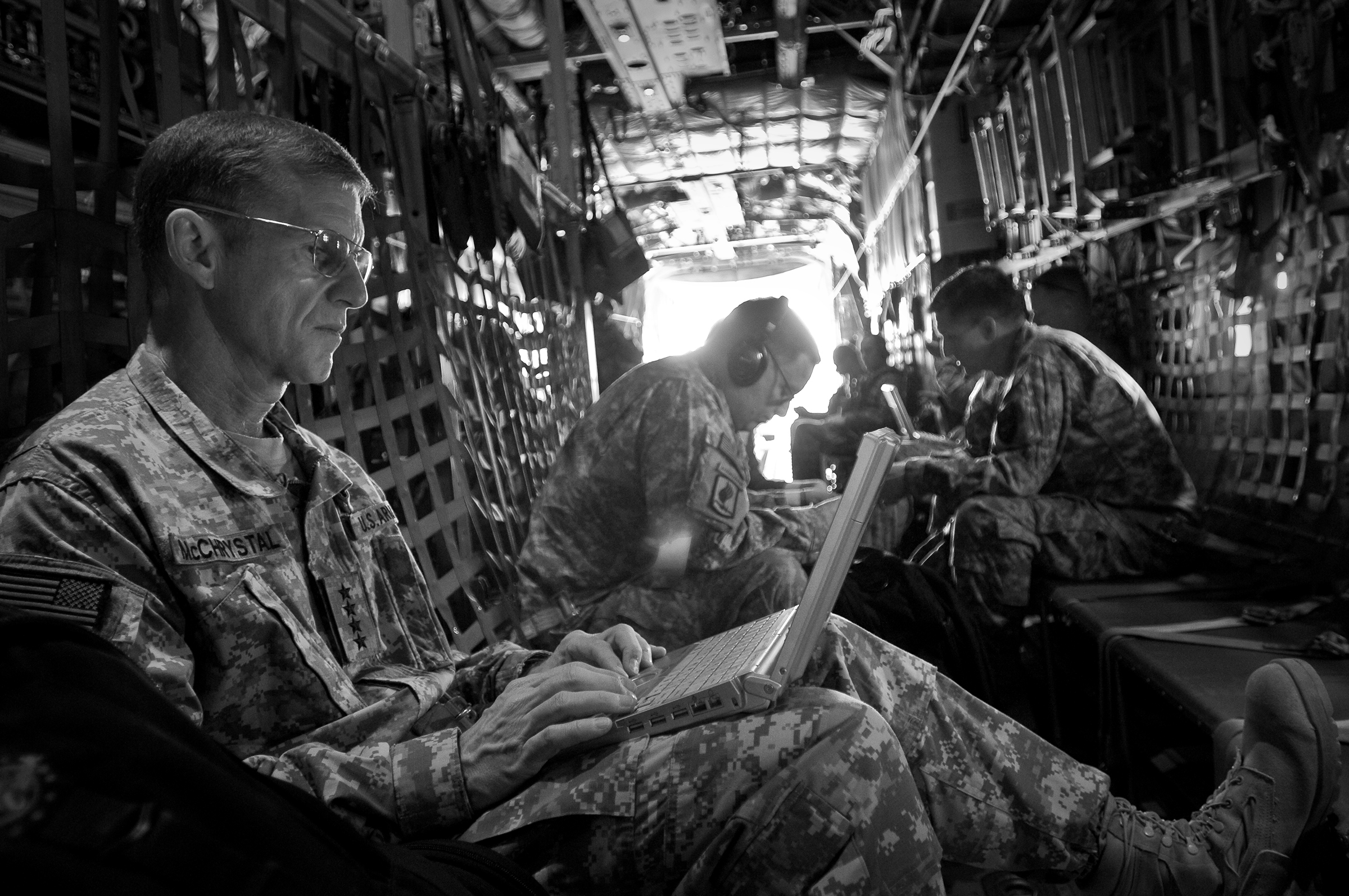
L'interno di un C-130 Hercules (2010). I C-130 Hercules della Lockheed, oggi Lockheed Martin, furono al centro dello scandalo Lockheed in Italia nel 1976

Lo scandalo Lockheed riguarda gravi casi di corruzione avvenuti in diversi Stati del mondo negli anni settanta, e riguardò in particolare, oltre che gli USA, anche i Paesi Bassi, Germania Ovest, Giappone e Italia.
Nel 1976 la Lockheed Corporation ammise di aver pagato tangenti a politici e militari di alcuni Stati del mondo per vendere i propri aerei militari. Nei Paesi Bassi risultò coinvolta la stessa monarchia, mentre in Germania Ovest, Giappone e Italia i corrotti dalla Lockheed risultarono essere le strutture preposte alle valutazioni tecnico-militari dei ministeri della Difesa, i ministri della Difesa, e in Italia e Giappone anche i primi ministri.

## Lo scandalo
Tra il 1975 e il 1976, dai lavori della Commissione Church del Senato statunitense emerse che le pratiche di corruzione nell'esportazione di armi da parte della Lockheed Corporation e della più piccola Northrop costituivano un sistema diffuso e consolidato. Nel 1976 il New York Magazine scrisse che «il senatore Church ha prove che la Lockheed ha pagato tangenti in almeno 15 paesi, e che in almeno 6 paesi ha provocato gravi crisi di governo» Il caso Lockheed partì proprio dall'ammissione dei vertici della stessa azienda, di fronte alla Commissione Church e alla Securities and Exchange Commission, che le commesse estere di forniture di aerei includevano commissioni e tangenti dalla fine degli anni cinquanta agli anni settanta.
Secondo una analisi della Biblioteca del Congresso del novembre 1975, venti multinazionali statunitensi erano state accusate, o avevano ammesso, di aver speso 306 milioni di dollari per “pratiche aziendali discutibili”. Tra le multinazionali in esame vi erano le più’ grandi aziende per capitalizzazione azionaria del tempo - tra cui IBM, Exxon, e General Motors - e Lockheed, che da sola era chiamata a rispondere per i due terzi del totale delle transazioni sospette. Altre aziende che operavano nel settore della difesa e aerospazio comparivano nella lista (Northrop Corporation, Raytheon, Vinnell, e McDonnell Douglas) e l’80% dei pagamenti esteri sospetti era riconducibile a questi due settori.
Negli Stati Uniti il motore politico dello scandalo fu la scoperta di legami tra tangenti estere e caso Watergate, quindi la questione del controllo democratico di finanziamenti illeciti alla politica interna americana, secondo il principio che se si permette corruzione americana di altre democrazie, si finisce per corrompere il proprio sistema democratico.

## Ripercussioni nel mondo

### Germania Ovest

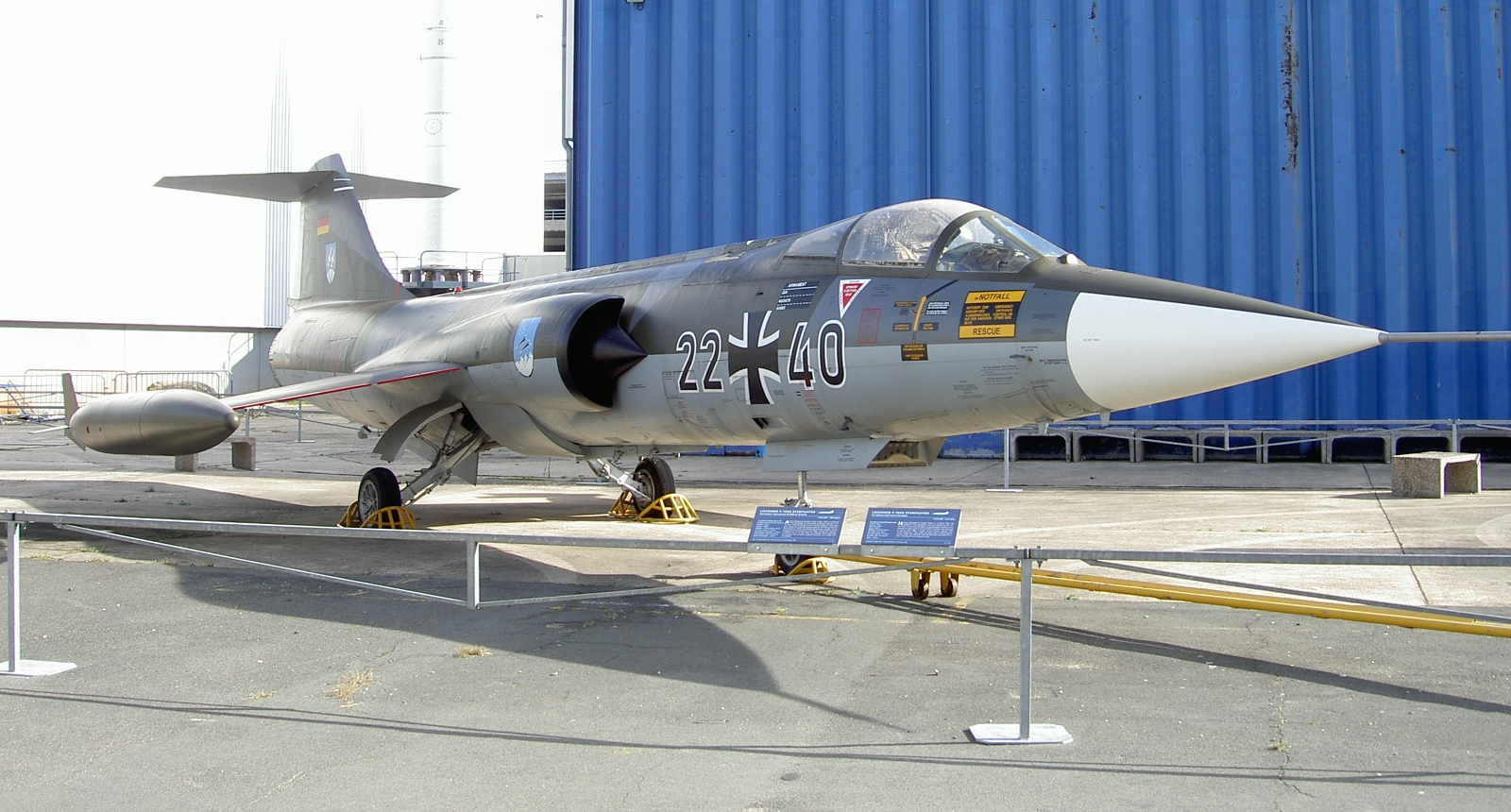
Un Lockheed F-104G Starfighter con la livrea della Luftwaffe

All'inizio degli anni sessanta il grande affare militare europeo era quello di vendere aerei alla Germania Ovest, il più ricco mercato aeronautico della NATO aperto a fornitori non nazionali. La conquista del mercato tedesco era importante anche per la battaglia commerciale in Europa. Vi erano due contendenti americani - la Lockheed con lo Starfighter e la Northrop con il Tiger; i grandi avversari degli americani erano i francesi con il Mirage III della Dassault, e gli svedesi, con il Viggen-Thunderbolt della Saab. La Germania finì per comprare gli Starfighters della Lockheed, e non ne acquistò pochi: la Luftwaffe arrivò a possederne circa un migliaio di esemplari, un terzo di tutti gli F-104 prodotti.
Nel 1960 il ministro della Difesa tedesco, Franz Josef Strauß, chiese a Robert Gross, allora presidente della Lockheed, di trovare un lavoro per l'amico Ernest Hauser, un austro-americano. Questi, nei suoi diari e nella sua testimonianza alla Commissione Church, parlò dei pagamenti per i Paesi Bassi al consorte della regina Giuliana e di finanziamenti per 12 milioni di dollari al partito di Strauß, l'Unione Cristiano-Sociale in Baviera o CSU. Strauß contrattaccò accusando il vecchio amico Hauser di lavorare per il KGB.
Dai documenti del Dipartimento di Stato declassificati nel 2006, la rete di corruzione si presentava come molto più diffusa e non limitata a un ministro corrotto e un'azienda americana corruttrice: non solo la Lockheed quindi, ma anche la Grumman e la Northrop, per quanto, come osservò l'Ambasciata americana di Bonn, non avessero le capacità della Lockheed. La rete dei corrotti arrivava molto più in basso del livello politico, cioè fino alle commissioni tecniche interne della BWB che si occupavano di forniture e di manutenzioni, con referenti per ricevere e distribuire mazzette.
Da Bonn l'ambasciatore americano Martin J. Hillenbrand mandava dettagli istruttivi sulla corruzione in Germania al Dipartimento di Stato, come nel resoconto del cablogramma riservato del gennaio 1976:
(Amb. Hillenbrand)
Heinrich Sellschopp era addetto all'ufficio acquisti del Ministero tedesco prima, poi alla sezione aeronautica per manutenzioni e acquisti, il settore chiave dove la Lockheed sapeva di dover pagare; secondo il capo dell'unità anti-corruzione Fritz-Joseph Rath, Sellschopp, capo dell'ufficio acquisti aeronautici del Ministero a Coblenza, avrebbe ricevuto dalla Lockheed più di un milione di marchi.. Ma non erano, secondo l'ambasciatore Hillenbrand, solo i militari, i civili al Ministero della Difesa e i sottosegretari ad approfittare del fiume sotterraneo di denaro collegato agli acquisti militari:
(Amb. Hillenbrand)
Prima dell'intervento della magistratura, i documenti al Ministero della Difesa riguardanti l'acquisto degli Starfighter furono distrutti. La ragion di stato finì per avere la meglio sulla verità circa la corruzione collegata alla vendita. In Germania, del resto, prima dello scandalo provocato dalle indagini della Commissione Church e della SEC nel 1976, il famoso "asso degli assi" della seconda guerra mondiale Erich Hartmann (352 abbattimenti confermati) aveva giudicato l'F-104 come un aereo difettoso e poco sicuro, opponendosi fortemente al suo acquisto da parte della Luftwaffe. Gli eventi successivi confermarono le sue coraggiose ed esatte valutazioni. Hartmann andò poi in pensione nel 1970, inviso ai suoi superiori per la visibilità che aveva dato alla polemica e per avere attirato l'attenzione degli organi di informazione.

### Giappone

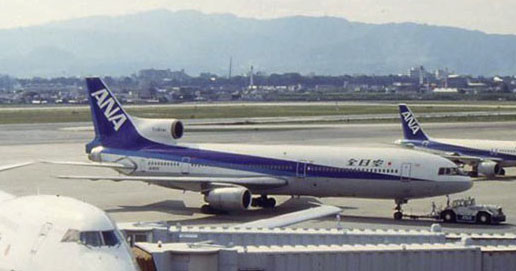
Un Lockheed L-1011 TriStar della compagnia aerea giapponese All Nippon Airways all'Aeroporto Internazionale di Osaka nel 1992.

L'affare Lockheed fu l'evento più dirompente della vita politica del Giappone del secondo dopoguerra: non solo il primo ministro Kakuei Tanaka fu costretto alle dimissioni, ma finì anche in carcere per qualche settimana. Il Giappone, all'inizio degli anni settanta, era un mercato importante per una Lockheed in difficoltà finanziaria. Più grande della Germania e, come la Germania, privo di un'industria aeronautica nazionale, il Giappone doveva dunque comprare aerei civili e militari all'estero.
La Lockheed aveva già assunto alla fine degli anni cinquanta il faccendiere Yoshio Kodama come "agente segreto", nel senso di consulente segreto, perché operasse alle spalle degli agenti ufficiali assunti dalla stessa. Le provvigioni degli agenti ufficiali (come la Marubeni) venivano pagate con bonifico o assegno, mentre Kodama pretese sempre pagamenti in contanti. Kodama, un criminale di guerra di primo livello, dopo tre anni di carcere era stato rilasciato dagli americani, ormai preoccupati più della guerra al comunismo che della passata vittoria contro il nazionalismo giapponese. Kodama, con le ricchezze accumulate durante la guerra, diventò uno dei principali finanziatori dei partiti di destra anti-comunista giapponesi.
Negli anni sessanta la Lockheed, grazie ai servigi di Kodama, era già riuscita a vendere 230 Starfighters al Giappone, ribaltando la decisione di comprare il Super Tiger della Grumman.
Nel 1971 Carl Kotchian incontrò Kodama per iniziare una delle sue campagne di corruzione più difficili: conquistare una commessa per aerei civili e militari (anche in Giappone come in Italia la Lockheed intendeva vendere gli aerei anti-sommergibile P-3 Orion). Kotchian decise di usare una strategia di "corruzione multilineare": una passava attraverso l'agente clandestino Kodama e Kenji Osano (amico di Tanaka e Kodama, oltre che azionista delle compagnie aeree), mentre altre linee passavano attraverso gli agenti ufficiali della Lockheed.
L'obiettivo primario era vendere aerei civili e, allo stesso tempo, sottrarre commesse ai concorrenti della McDonnell Douglas. In altri termini, tutte le pressioni politiche e la corruzione avevano l'effetto di danneggiare un'altra società americana. In sostanza, occorreva convincere le compagnie aeree giapponesi, tra cui la All Nippon Airways, a comprare il Lockheed L-1011 TriStar invece che il concorrente McDonnell Douglas DC-10. Nel 1972 l'operazione Kotchian-Kodama risultò vincente. Tutto sommato, secondo Kotchian, in una commessa di quasi mezzo miliardo di dollari per 14 aerei TriStar, i costi della corruzione erano accettabili, anzi bassi: 12 milioni di dollari del 1972, meno del 3% dell'intera commessa, andarono in mazzette. Ma soprattutto, nella logica di Kotchian, il 3% era una minuzia se la commessa TriStar salvava la Lockheed e con essa posti di lavoro in California, mentre allo stesso tempo migliorava la bilancia dei pagamenti tra Giappone e Stati Uniti. Nel 1976 divenne pubblica negli Stati Uniti e rimbalzò in Giappone la notizia che l'azienda statunitense aveva pagato tre milioni di dollari in tangenti al primo ministro giapponese Kakuei Tanaka per l'aiuto ricevuto nell'affare. Lo scandalo lo obbligò alle dimissioni e si aprì il processo, che si protrasse per 10 anni, con l'arresto di Tanaka, il suicidio del suo autista e quello di suo cugino Toshio Tanaka, e l'arresto di molte altre persone coinvolte.
Yoshio Kodama, l'eminenza grigia e l'architetto per la parte giapponese dell'affare Lockheed, fu indagato per evasione fiscale. Dopo la comparsa di fronte al tribunale di Tokyo nel 1977, non apparve più in pubblico. Espresse il desiderio che il suo protetto Yasuhiro Nakasone diventasse primo ministro, cosa che accadde nel 1982. Kodama morì nel 1984 e nessun politico, pupillo Nakasone incluso, fu al suo funerale.
(S. Hunziker e I.Kamimura, Kakuei Tanaka, A Political biography of modern Japan.)
Tanaka fu poi condannato nel 1983, dal Tribunale di Tokyo, a 4 anni di carcere e a una multa di 500 milioni di Yen, ma ricorse in appello, rimase deputato, si ammalò, e non tornò mai in cella. Morì nel 1993. Il Partito Liberal Democratico rimase al potere, ma lo scandalo Lockheed cambiò il Giappone. In sintesi questo cambiamento è descritto dalle parole di Kodama malato, che parlava di "punizione divina" legata al suo disonore per il tradimento del Giappone.
(S. Hunziker e I. Kamimura, Kakuei Tanaka, A Political biography of modern Japan, capitolo 5.)

### Italia
Lo scandalo Lockheed in Italia riguardò la fornitura degli aerei da trasporto C-130, ricevuti dall'Aeronautica Militare a partire dal 1972. Lo scandalo della corruzione politico-militare della Lockheed si trasformò in un processo al sistema di governo che dal dopoguerra aveva come principale riferimento la Democrazia Cristiana. La discussione pubblica e il processo Lockheed coincisero temporalmente con uno dei periodi più drammatici della storia della Repubblica italiana: il rapimento e l'uccisione di Aldo Moro. Nel 1978, il presidente della Repubblica Giovanni Leone fu travolto dallo scandalo Lockheed e dovette dimettersi. Vent'anni dopo, verificata l'insussistenza delle accuse rivoltegli per lo scandalo Lockheed, i radicali Marco Pannella ed Emma Bonino, particolarmente attivi allora nel criticare l'on. Leone, gli scrissero una lettera di scuse.

### Paesi Bassi

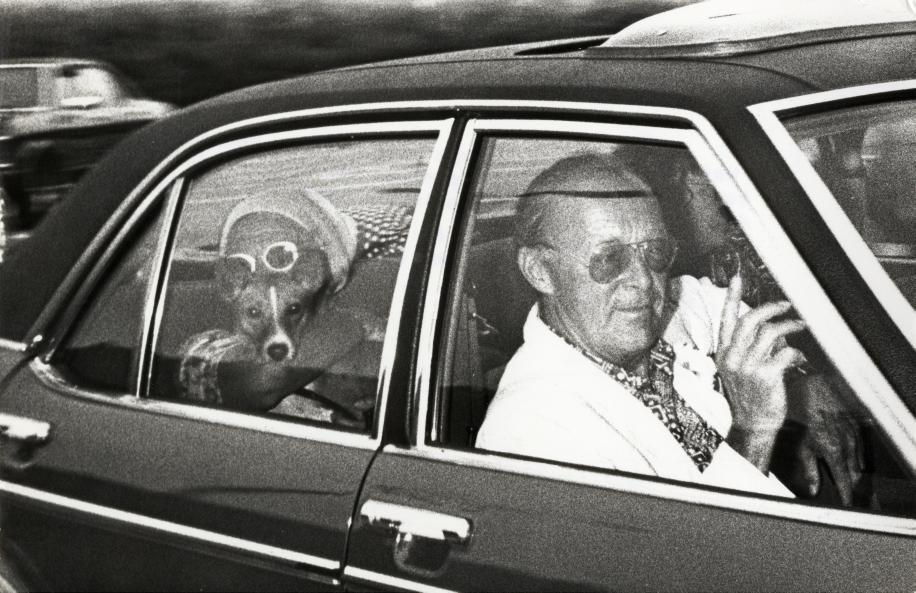
Il principe consorte dei Paesi Bassi Bernhard van Lippe-Biesterfeld e la regina Giuliana dei Paesi Bassi al ritorno dall'Italia il 26 agosto 1976.

Nei Paesi Bassi, lo scandalo riguardava la fornitura di F-104G Starfighter per la Koninklijke Luchtmacht, l'aviazione reale; implicato risultò anche l'allora principe consorte Bernhard van Lippe-Biesterfeld, che la Lockheed poté corrompere per assicurarsi che lo Starfighter vincesse il contratto di fornitura nella competizione con il concorrente Dassault Mirage 5.
Le relazioni tra la Lockheed e il principe Bernardo risalivano agli anni cinquanta, all'incirca quando il principe Bernardo manifestava alla stampa le difficoltà finanziarie reali: «Noi prìncipi abbiamo problemi finanziari particolari. Come altre persone di oggi, anche la maggior parte di noi ha qualche difficoltà a far quadrare il bilancio. Alcuni pensano che re e regine siano ancora ricchi come il favoloso re Mida, ma non è così». Queste esternazioni del principe non mossero a compassione il frugale popolo olandese, che non gli aumentò lo stipendio – osserva Anthony Sampson – ma attirarono l'attenzione della Lockheed: «Il principe era abbordabile».
(Anthony Sampson, Il supermercato delle armi)
Da molti ritenuto il capo di una cospirazione globale legata al gruppo Bilderberg, Bernardo in realtà aveva problemi molto più prosaici: di denaro e di donne. A Parigi manteneva una giovane chiamata affettuosamente Poupette, anche detta Poussy. Anzi, per essere precisi, il mantenimento di Hélène Grinda veniva pagato dalla stessa Lockheed, come parte del compenso per i servigi resi dal principe. Ernest Hauser - lo stesso Hauser della Lockheed che nel 1976 vendette alla stampa italiana la notizia che la "antilope" (cioè il percettore delle tangenti, chiamato Antelope Cobbler) sarebbe stato Andreotti e che il suo ex-amico Strauß nel 1976 accusava di essere un agente del KGB - dice che Bernardo dava immediatamente l'impressione di un uomo avido di denaro, non solo a lui, ma a tutti quelli che avevano rapporti di affari con il principe.
La stampa americana nel 1976 iniziò a pubblicare documenti e testimonianze giurate con le cifre che venivano incassate indirettamente dal principe consorte. Secondo Hauser, il principe Bernardo aveva mandato una lettera autografa alla Lockheed che affermava senza mezzi termini:
La commissione Donner, istituita dal governo olandese nel 1976 per esaminare le accuse, finì per ammettere la corruzione per 1,1 milioni di dollari, ma glissò sulla circostanza che a incassarli fosse stato proprio il principe Bernardo. Il principe dovette dimettersi volontariamente da diverse posizioni pubbliche, tra le quali quella di ispettore generale delle forze armate; nonostante le evidenze, però, non fu incriminato. La Costituzione olandese considera il monarca come inviolabile, e incriminare il marito della regina Giuliana avrebbe costituito violazione della costituzione stessa.

## Le conseguenze

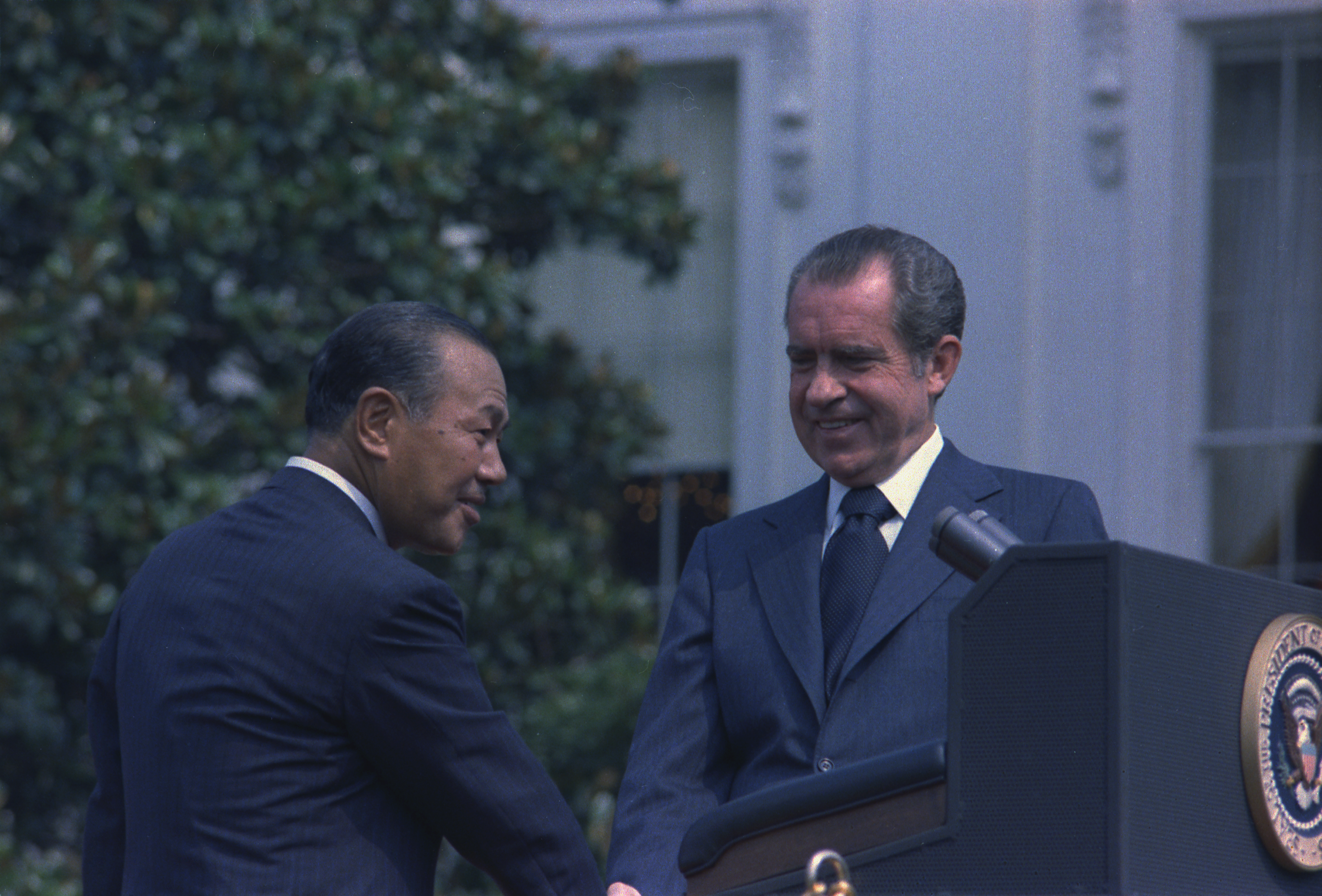
Richard Nixon riceve Kakuei Tanaka alla Casa Bianca nel 1973

Diretta conseguenza politica e legislativa dello scandalo Lockheed negli Stati Uniti è stata la promulgazione del Foreign Corrupt Practices Act, la legge contro le pratiche di corruzione all'estero. La legge è stata firmata dal presidente Carter nel dicembre del 1977. La Lockheed non era l'unico caso, ma certamente il più grande e più famoso. La legge federale contro la corruzione all'estero proibisce le pratiche corruttive da parte di persone e persone giuridiche negli Stati Uniti destinate a politici, partiti, o impiegati pubblici esteri. La legge impone anche una trasparenza sulle spese di acquisizione di commesse all'estero nei bilanci di tutte le società quotate negli Stati Uniti.
La legge è dunque conseguenza delle indagini compiute dalla Commissione Church e dalla SEC nel 1975-76 che portano allo scoperto tangenti estere pagate da multinazionali americane per un valore superiore a 300 milioni di dollari. Una delle preoccupazioni principali era sicuramente la reputazione delle aziende americane all'estero, ma dopo il Watergate, anche la connessione interna con finanziamenti illeciti ad attività politiche negli stessi Stati Uniti. In altri termini un genuino allarme per la patologia della corruzione nelle società occidentali, come afferma il senatore Percy, anticomunista e repubblicano: "la corruzione sta facendo più di quasi ogni altra cosa per abbattere le democrazie in tutto il mondo".